# Note de débit
 (janvier 2023).
Si vous disposez d'ouvrages ou d'articles de référence ou si vous connaissez des sites web de qualité traitant du thème abordé ici, merci de compléter l'article en donnant les références utiles à sa vérifiabilité et en les liant à la section « Notes et références ».
Une note de débit est un document émis par un vendeur à un acheteur faisant état d'une somme due par ce dernier au vendeur. Un fournisseur émet une note de débit à un client lorsque le compte de ce client chez ce fournisseur est débiteur, c'est-à-dire lorsque le client doit de l'argent au fournisseur.
La note de débit fait état d'une dette de l'acheteur vis-à-vis du vendeur. Le document faisant état du contraire, c'est-à-dire d'une dette du vendeur vis-à-vis de l'acheteur, est appelé un avoir. En Belgique et en République démocratique du Congo, ce même document est appelé une note de crédit.